# Université interdisciplinaire de Paris
Pour les articles homonymes, voir UIP.
 (17 mars 2019).
 (août 2021).
Si vous disposez d'ouvrages ou d'articles de référence ou si vous connaissez des sites web de qualité traitant du thème abordé ici, merci de compléter l'article en donnant les références utiles à sa vérifiabilité et en les liant à la section « Notes et références ».
L'Université interdisciplinaire de Paris (UIP) est une association loi de 1901 fondée en 1995 sous l'impulsion de Jean Staune, secrétaire général, et Jean-François Lambert, président. L'UIP se donne pour vocation la diffusion et la rencontre des savoirs, dans les domaines de la science, la philosophie, les différentes traditions de l'humanité, l'économie et le management afin de montrer leur implications sur l'évolution de la société.
L'UIP n'est pas un établissement public à caractère scientifique, culturel et professionnel telle que définie par la loi Savary (1984) et n'est donc pas reconnue par le Ministère de l'Enseignement supérieur et de la Recherche comme une université.

## Origines et activités de l'UIP
L'UIP est une association loi de 1901 fondée en 1995 sous l'impulsion de Jean Staune, secrétaire général. Dans les années 1990 elle contribue à diffuser les conceptions du dessein intelligent avec l'appui financier de  la Fondation Templeton (États-Unis). Son activité principale est de s'appuyer sur un réseau scientifique interdisciplinaire pour promouvoir un créationnisme philosophique. Selon le chercheur Guillaume Lecointre, elle contribuer à "brouiller  les limites épistémologiques de légitimité entre religion et sciences".

## Conseil scientifique
- Gilles Brassard, informaticien et professeur à l'Université de Montréal.
- Raymond Chiao, physicien quantique, professeur à l'Université de Berkeley.
- Philip Clayton, philosophe des Sciences, professeur à l'Université d'État de Californie.
- Nicola Dallaporta, physicien théoricien, professeur émérite à l'Université de Padoue, membre de l'Académie pontificale des sciences.
- Lucien Daly, géophysicien, ancien Directeur de recherche au CNRS.
- Michael Denton, médecin, professeur de génétique à l'Université d'Otago (NZ).
- Freeman Dyson, physicien, professeur à l'Institut des Études Avancées à l'Université de Princeton.
- Andreï Grib, physicien, professeur à l'Université de Saint-Pétersbourg, Directeur de l'institut Friedman.
- Sergueï Grib, astronome à l'Université de Saint-Pétersbourg.
- Nidhal Guessoum, astrophysicien, professeur à l'Université américaine de Sharjat (Émirats arabes unis).
- William Hurlbut, médecin, maître de conférences à l'Université Stanford.
- Jean François Lambert, pNeuro-physiologiste, chercheur émérite Université Paris-8[3]
- Dominique Laplane, neurologue, ancien chef de service à la Pitié Salpétrière, professeur honoraire à l'Université Paris VI.
- Ervin Laszlo, philosophe, ancien conseiller du Directeur Général de l'UNESCO.
- Thierry Magnin, physicien  et ancien porte-parole des évêques de France[4].
- Pierre Perrier, membre fondateur de l'Académie des technologies et membre correspondant de l'Académie des Sciences.
- Jiang Sheng, directeur de l'Institut de Science et Religion et des Études sociales de l'Université du Shandong.
- Trinh Xuan Thuan, astrophysicien, professeur à l'Institut technologique de Californie et l'Université d'État de Virginie à Charlotteville.
- Gabriel Wackerman, géographe, professeur émérite  à la Sorbonne[5]

### Débats et controverses

#### Sur la qualité universitaire de l'UIP
L'Union rationaliste a critiqué l'UIP, estimant que cet établissement « est à une véritable université ce qu'un institut de beauté est à l'Institut Pasteur ». Notamment en France et en Suisse, le mot "université" n'est pas une appellation protégée juridiquement, et elle peut être librement utilisée par une association, même si celle-ci n'a aucun rapport avec un authentique institut d'enseignement supérieur de sciences et techniques, ce qui peut faciliter certains abus,.

### Soupçons de néocréationnisme
Selon un document de l'académie de Rennes, "Université Interdisciplinaire de Paris, association loi de 1901, a été créée en 1995 sur les cendres de l’Université Européenne de Paris, fondée en 1989 pour succéder à l’Université Populaire de  Paris. Soutenue  à  ses  débuts  par  des  entreprises  prestigieuses, elle  a  progressivement  été abandonnée par ses sponsors en raison des soupçons de néocréationnisme qui pesaient sur elle."
Pour le professeur au Muséum national d'histoire naturelle Guillaume Lecointre, l'approche de l'UIP constitue un « retour à la confusion entre le discours sur les valeurs avec celui de la science » et voit dans le nouveau paradigme défendu par Staune « la résurgence de la théologie naturelle de William Paley au début du XIXe siècle ». Jean Staune a répondu à cet article en affirmant qu’il « soutient avec la plus grande force la théorie de l’évolution (le fait que tous les êtres vivants aient un ancêtre commun) et [je] dénonce le créationnisme (la conception selon laquelle les êtres vivants auraient été créés séparément) dans toutes ses interventions et écrits sur ce sujet ».

### Critique médiatique
- Michel Alberganti, « Le jeu de masques du néocréationnisme français », Le Monde, 2 septembre 2006.